# セパン
セパン (Sepang)は、マレーシアのセランゴール州の市で、クアラルンプールの南方50kmに位置する。

## 概要
2010年時点での人口は約21万人。
クアラルンプール国際空港や、F1マレーシア・グランプリが開催されていたセパン・インターナショナル・サーキットがある。
また、セパンはマレーシアのシリコンバレーとしても知られるサイバージャヤのある地域として有名である。

## 交通

### 空港
- クアラルンプール国際空港

### 鉄道
- KTMコミューター・ニライ駅(Nilai)よりバス

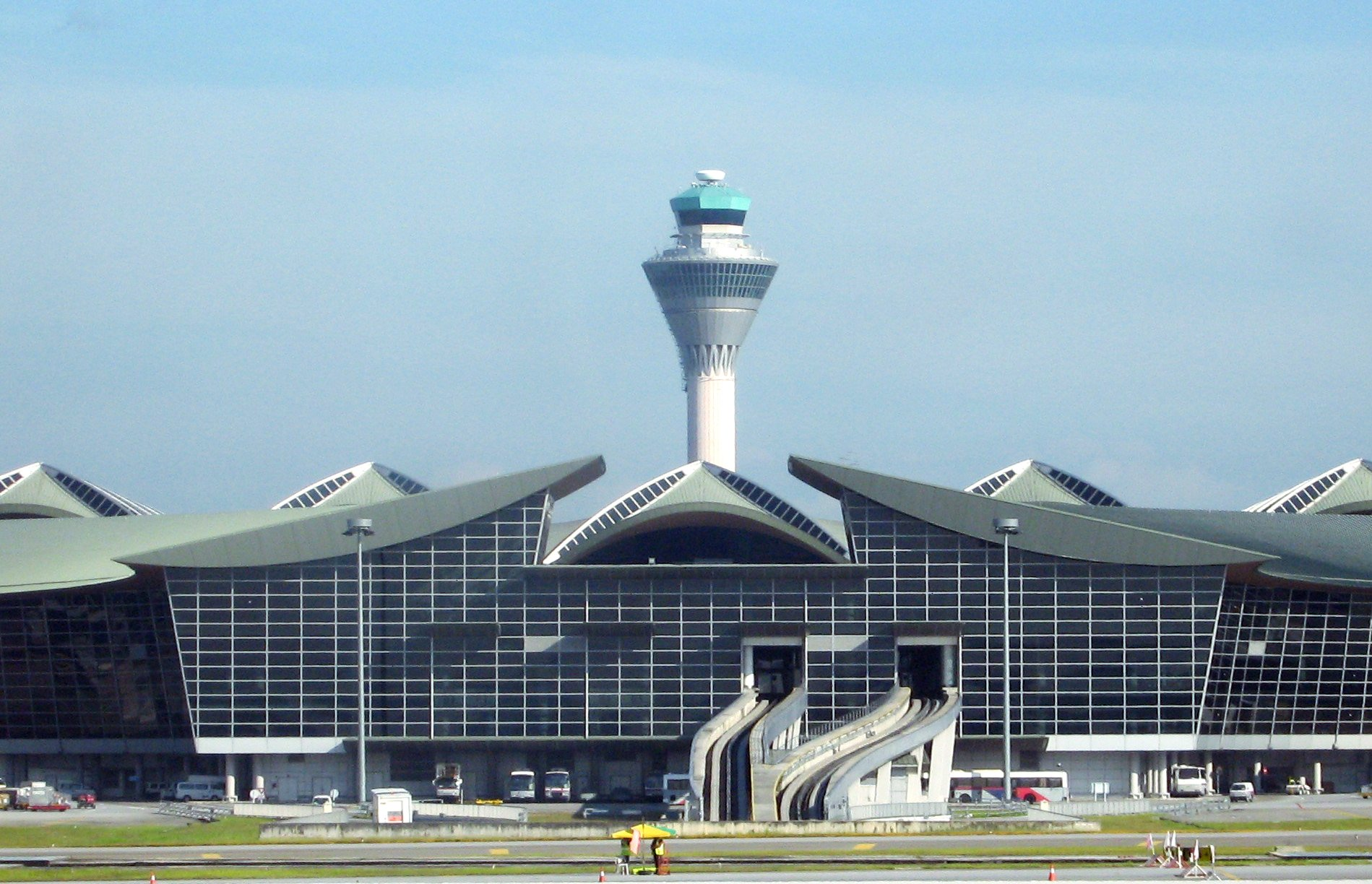
クアラルンプール国際空港
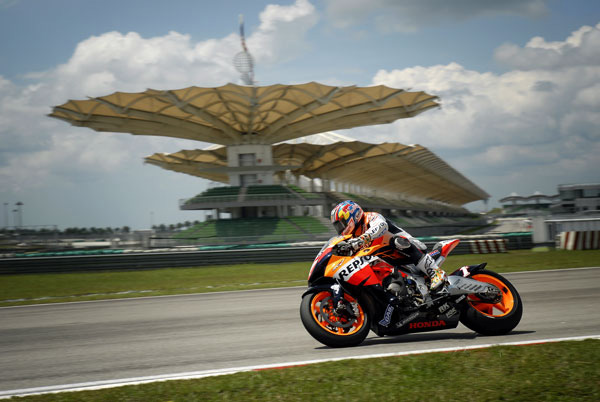
セパン・インターナショナル・サーキット